# Virginia Henley
Virginia Syddall Henley (n. 1935 en Inglaterra) es una escritora superventas de novelas románticas históricas bajo su nombre de casada Virginia Henley. Sus novelas, magníficamente ambientadas y con alto contenido sensual, le han hecho ganar el calificativo de "Queen of Steam" (Reina del Vapor). Ha publicado más de 25 novelas, traducidas a catorce idiomas, incluido al español, al que se han traducido casi la totalidad de sus obras.

## Biografía
Virginia Sydall nació en 1935 en Inglaterra. Su padre Thomas Syddall, le transmitió su pasión por la historia, por lo que obtuvo una licenciatura universitaria en Historia.
En 1956, se casó con Arthur Henley. Los Henley residen habitualmente en el Golfo de México, en Saint Petersburg, estado de Florida (EE. UU.), y pasan los calurosos meses de verano en Ontario (Canadá), donde residen sus hijos, que ya les han hecho abuelos de tres nietos.
Animada por su madre decidió probar a escribir novelas románticas. Lamentablemente Virginia no publicó su primera novela hasta 1982, cuando su madre ya había fallecido. Ella firma sus novelas como Virginia Henley, su nombre de casada. Ha aprovechado sus amplios conocimientos históricos en sus novelas, que se sitúan en marcos tan incomparables como la Inglaterra del siglo XVIII o la Irlanda y la Escocia de la Edad Media. En algunas de sus novelas incluso ha utilizado como protagonistas a auténticos personajes históricos a los que ha reinventado (Bess de Hardwick y Elizabeth Gunning).
Virginia Henley es miembro del Romance Writers of America, y se enorgullece de conocer a casi todas las autoras de EE. UU. y Canadá. Algunas de sus amigas también son sus autoras favoritas. Ella adora los libros históricos de Kathleen E. Woodiwiss, Bertrice Small, Heather Graham Pozzessere, Kat Martin, Christina Skye, Marsha Canham y Susan Johnson.
Su trayectoria ha sido alabada, por diversos premios, entre otros el premio al Logro de Vida del Romantic Times, el premio Waldenbooks al Éxito de Ventas y el premio Maggie al Escritor de Novelas Georgianas, por lo que actualmente está considerada una de las más prestigiosas exponentes del género romántico histórico.

### Novelas independientes
- The The Irish Gypsy 1982 = Enticed 1994 (Atracción)
- Bold conquest 1983 (Conquista audaz)
- Wild heart 1985 (Corazones salvajes)
- The Raven and the Rose 1987 (El cuervo y la rosa)
- The Hawk and the Dove 1988 (El halcón y la paloma)
- The Pirate and the Pagan 1990 (El pirata y la joven pagana)
- Seduced 1994 (Enamorada)
- Desired 1995 (Deseo)
- Enslaved 1995 (Esclava del amor)
- "Christmas Eve" in A GIFT OF JOY 1995 & in LET IS SNOW 2003 ("La nochebuena de Eve" en EL AMOR PUEDE ESPERAR)
- "Letter of love" in LOVE'S LEGACY 1995 ("Carta de amor" en LEGADO DE AMOR)
- "Love and joy" in A CHRISTMAS MIRACLE 1996 ("Amor y alegría" en MILAGROS DE NAVIDAD)
- Dream lover 1997 (Revancha de amor)
- A Woman of Passion 1998 (Apasionada) (Basado en la historia de Bess Hardwick)
- Ravished 2002 (Cautivos de amor)
- Undone 2003 (Amor y ambición) (Basado en la historia de Elizabeth Gunning)
- Novella in DECK THE HALLS 2004
- Insatiable 2004
- Unmasked 2005

### Plantagenet Trilogy(Trilogía Plantagenet)
1. The Falcon and the Flower 1989 (El halcón y la flor)
2. The Dragon and the Jewel 1991 (La joya del rey)
3. The Marriage Prize 2000 (El trofeo nupcial)

### Kennedy Clan Saga(Saga Clan Kennedy)
1. Tempted 1992 (Condena de amor)
2. The Border Hostage 2001 (Fronteras de pasión)

### De Warenne Family Saga(Saga Familia De Warenne)
1. A Year and A Day 1998 (Un año y un día)
2. Infamous 2006
3. Notorious 2007